# Khabash
Khabash, còn là Khababash hoặc Khabbash, cai trị tại Sais thuộc nome thứ Năm của Hạ Ai Cập vào thế kỷ thứ IV TCN. Trong giai đoạn chiếm đóng Ai Cập lần thứ Hai của người Ba Tư (343–332 TCN) ông đã lãnh đạo một cuộc nổi dậy chống lại sự cai trị của người Ba Tư cùng với người con trai cả của mình, từ khoảng năm 338 tới năm 335 TCN, chỉ một vài năm trước khi Alexander Đại đế chinh phục Ai Cập.
Chúng ta chỉ biết đôi chút về Khabash. Ông được nhắc đến như là "Chúa tể của Hai vùng đất", hay Vua của Thượng và Hạ Ai Cập, và là "Người Con trai của Ra", một tước hiệu pharaon khác, tên ngôi của ông được ghi lại là Senen-setep-en-Ptah trong một sắc lệnh của Ptolemaios Lagides, người trở thành vua Ptolemaios I Soter vào năm 305 TCN.
Vào khoảng thập niên năm 330 TCN, một vị vua Ai Cập tên là Kambasuten – người được thừa nhận một cách rộng rãi như là Khabash – đã lãnh đạo một cuộc xâm lược nhằm vào vương quốc Kush nhưng đã bị vua Nastasen đánh bại, sự kiện này đã được ghi lại trên một tấm bia đá ngày nay nằm tại bảo tàng Berlin. Một cỗ quan tài bằng đá dành cho con bò thần Apis mà có khắc tên của ông đã được tìm thấy tại Saqqara và có niên đại là vào năm trị vì thứ hai của ông.